# Gustaf Hjertén
Svante Gustaf Hjertén, född 7 november 1886 i Sundsvalls församling, Västernorrlands län, död 22 januari 1978 i Vallentuna församling, Stockholms län, , var en svensk gruvmekaniker.
Gustaf Hjertén var son till vice häradshövdingen Svante Hjertén och bror till Sigrid Hjertén. Han avlade mogenhetsexamen i Stockholm 1905 och utexaminerade från Tekniska högskolans fackskola för bergsvetenskap 1910. Efter anställning 1910–1912 vid Elektriska och mekaniska prövningsanstalten i Stockholm blev Hjertén 1912 gruvmätare vid Trafikaktiebolaget Grängesberg-Oxelösunds förvaltning i Grängesberg, 1915 driftsingenjör där och 1935 förste ingenjör. Som konsulterande biträdde han vid flera av de större gruvföretagen i Sverige och grannländerna med särskilt gruvmekaniska problem. 1913–1939 företog han en mängd studieresor i Europa och USA. Hjertén kallades 1943 till innehavare av en nyinrättad professur i gruvbrytning vid Tekniska högskolan. han publicerade ett flertal arbeten inom sitt forskningsområde.